# 모잠비크덤불쥐
모잠비크덤불쥐(Grammomys cometes)는 쥐과에 속하는 설치류의 일종이다. 모잠비크와 남아프리카공화국, 짐바브웨에서 발견된다. 자연 서식지는 아열대 또는 열대 기후 지역의 건조림이다.